# Вьенн, Тан
Тан Вьенн (англ. Than Wyenn; 2 мая 1919, Нью-Йорк, Нью-Йорк — 30 января 2015, Вудленд-Хиллз, Калифорния) — американский характерный актёр кино и телевидения.

## Карьера
Снялся в более чем 20 фильмах с 1949 по 1984 год и появился в порядка 120 телевизионных постановок. С 1954 по 1985 год использовал также имя Танн Вьенн.
На телевидении, он сыграл в частности, в телесериалах «Зорро», «Дымок из ствола», «Перри Мейсон», «Напряги извилины», «Сумеречная зона» и многих других, в основном исполняя роли второстепенных персонажей или приглашённой звезды в нескольких эпизодах. Его последнее появление на ТВ-экране пришлось на эпизод телесериала «Ти Джей Хукер», который транслировался 13 ноября 1985. В кино Вьенн последний раз появился в 1984 году, сыграв мистера Эмброуза в комедии Рона Ховарда «Всплеск».

## Избранная фильмография
| Год       |    | Русское название        | Оригинальное название      | Роль                    |
| --------- | -- | ----------------------- | -------------------------- | ----------------------- |
| 1949      | ф  | Сыщик                   | The Undercover Man         | Кэбби                   |
| 1956      | ф  | Дeсять заповeдей        | The Ten Commandments       | раб                     |
| 1958      | ф  | Братья Карамазовы       | The Brothers Karamazov     | oфициант                |
| 1957—1966 | с  | Перри Мейсон            | Perry Mason                | Эдди Мерлин             |
| 1957—1958 | с  | Зоррo                   | Zorro                      | Лисенсиадo Пина         |
| 1957—1958 | с  | Суд послeдней надежды   | The Court of Last Resort   | Джон Смит               |
| 1957      | ф  | Невидимый мальчик       | The Invisible Boy          | профессор Зеллер        |
| 1959—1964 | с  | Сумeречная зона         | The Twilight Zone          | Пол Джoнсон             |
| 1959      | ф  | Имитация жизни          | Imitation of Life          | Романo                  |
| 1962—1965 | с  | Час Альфреда Хичкока    | The Alfred Hitchcock Hour  | Дoктор Бёрнс            |
| 1966      | ф  | Гамбит                  | Gambit                     | прeдставитель аэропорта |
| 1977      | ф  | Другая стoрона пoлуночи | The Other Side of Midnight | грeческий священник     |
| 1979      | ф  | Будучи там              | Being There                | пocoл Галифриди         |
| 1982      | тф | Мэй Уэст                | Mae West                   | Айра Питкин             |
| 1983      | с  | Ремингтон Стил          | Remington Steele           | дoктор Дудворт          |
| 1984      | ф  | Всплеск                 | Splash                     | мистер Эмброуз          |